# Savigny-sous-Faye
Pour les articles homonymes, voir Savigny.
Savigny-sous-Faye est une commune du Centre-Ouest de la France, située au nord-ouest de Lencloître, dans le département de la Vienne (région Nouvelle-Aquitaine).

## Géographie

### Localisation
Savigny-sous-Faye est situé à 8 km au nord-ouest du bourg de Lencloître et à 23 km de Loudun, la plus grande ville à proximité.

### Géologie et relief
La région de Savigny-sous-Faye présente un paysage de plaines vallonnées plus ou moins boisées. Le terroir se compose :
- d 'argilo pour 53 % et de sables verts pour 14 % sur les collines et les dépressions sableuses des bordures du Bassin parisien. Les sables verts ou « varennes » sont  constitués d’épais dépôts sableux  sur lesquels se sont formées des sols sableux à argilo-sableux intercalés de niveaux marneux, profonds, acides ou neutres selon les secteurs, et tantôt arides ou tantôt hydromorphes. Ce sont des sols caractéristiques du Loudunais.
- de champagnes ou aubues (ce sont des sols gris clair, argilo-limoneux, sur craie et donc calcaires) pour 33 % sur les autres collines.

### Communes limitrophes
| Berthegon |                   |                        |
| Saires    | Savigny-sous-Faye | Orches                 |
|           | Cernay Doussay    | Saint-Genest-d'Ambière |

### Hydrographie
La commune est traversée par 1 km de cours d'eau.

### Climat
Pour des articles plus généraux, voir Climat de la Nouvelle-Aquitaine et Climat de la Vienne.
Historiquement, la commune est exposée à un climat océanique du nord-ouest.  
En 2020, Météo-France publie une typologie des climats de la France métropolitaine dans laquelle la commune est exposée à un climat océanique altéré et est dans la région climatique  Poitou-Charentes, caractérisée par un bon ensoleillement, particulièrement en été et des vents modérés.
Pour la période 1971-2000, la température annuelle moyenne est de 11,5 °C, avec une amplitude thermique annuelle de 14,8 °C. Le cumul annuel moyen de précipitations est de 671 mm, avec 10,7 jours de précipitations en janvier et 6,7 jours en juillet. Pour la période 1991-2020, la température moyenne annuelle observée sur la station météorologique la plus proche, située sur la commune de Martaizé à 17,83 km à vol d'oiseau, est de 0,0 °C et le cumul annuel moyen de précipitations est de 0,0 mm,. Pour l'avenir, les paramètres climatiques de la commune estimés pour 2050 selon différents scénarios d’émission de gaz à effet de serre sont consultables sur un site dédié publié par Météo-France en novembre 2022.

## Urbanisme

### Typologie
Au 1er janvier 2024, Savigny-sous-Faye est catégorisée commune rurale à habitat dispersé, selon la nouvelle grille communale de densité à sept niveaux définie par l'Insee en 2022.
Elle est située hors unité urbaine et hors attraction des villes,.

### Occupation des sols
L'occupation des sols de la commune, telle qu'elle ressort de la base de données européenne d’occupation biophysique des sols Corine Land Cover (CLC), est marquée par l'importance des territoires agricoles (77,7 % en 2018), une proportion identique à celle de 1990 (77,7 %). La répartition détaillée en 2018 est la suivante : 
terres arables (46,2 %), zones agricoles hétérogènes (31,6 %), forêts (22,3 %). L'évolution de l’occupation des sols de la commune et de ses infrastructures peut être observée sur les différentes représentations cartographiques du territoire : la carte de Cassini (XVIIIe siècle), la carte d'état-major (1820-1866) et les cartes ou photos aériennes de l'IGN pour la période actuelle (1950 à aujourd'hui).

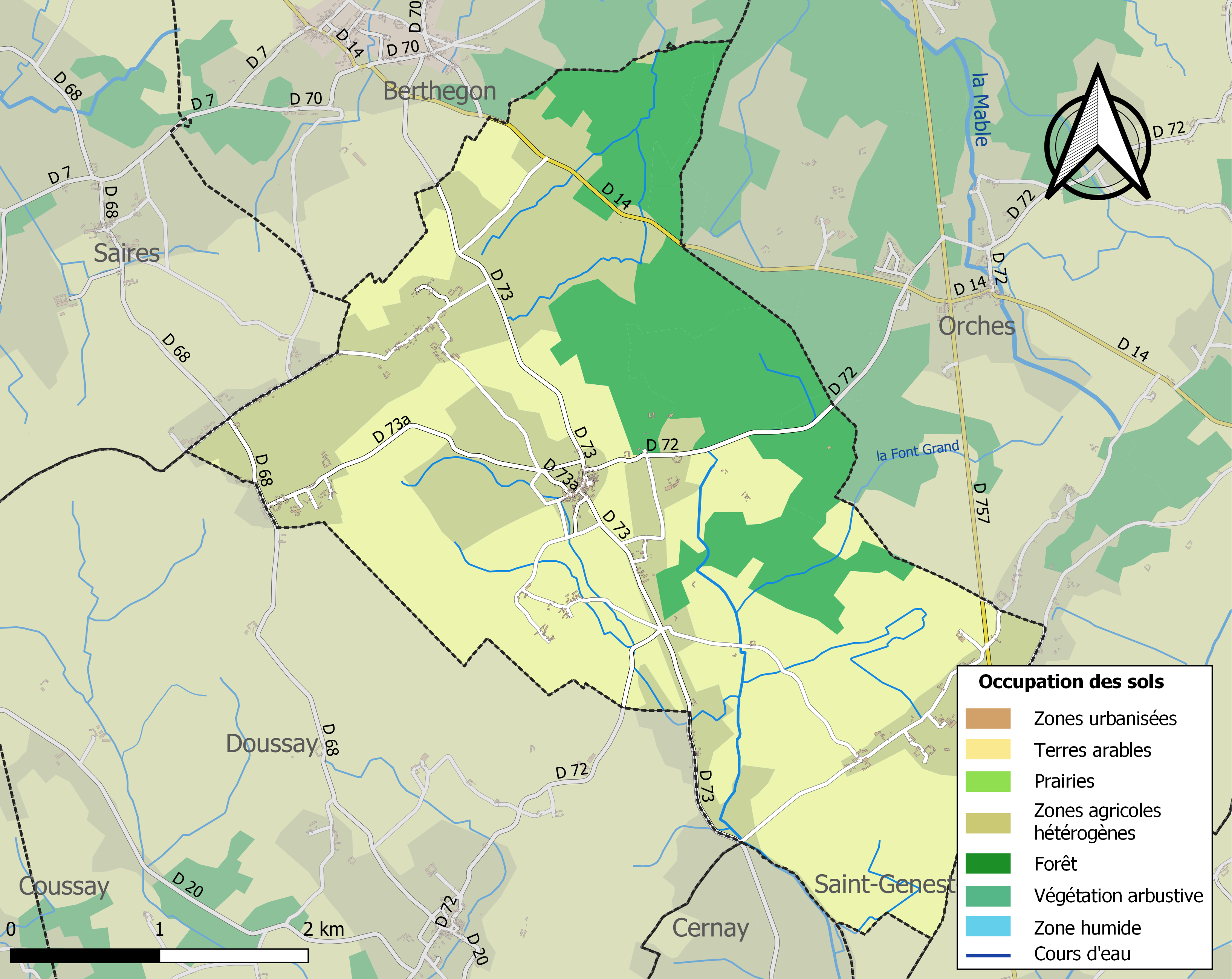
Carte des infrastructures et de l'occupation des sols de la commune en 2018 (CLC).

### Risques majeurs
Le territoire de la commune de Savigny-sous-Faye est vulnérable à différents aléas naturels : météorologiques (tempête, orage, neige, grand froid, canicule ou sécheresse), mouvements de terrains et séisme (sismicité modérée). Il est également exposé à un risque technologique,  le transport de matières dangereuses. Un site publié par le BRGM permet d'évaluer simplement et rapidement les risques d'un bien localisé soit par son adresse soit par le numéro de sa parcelle.

#### Risques naturels

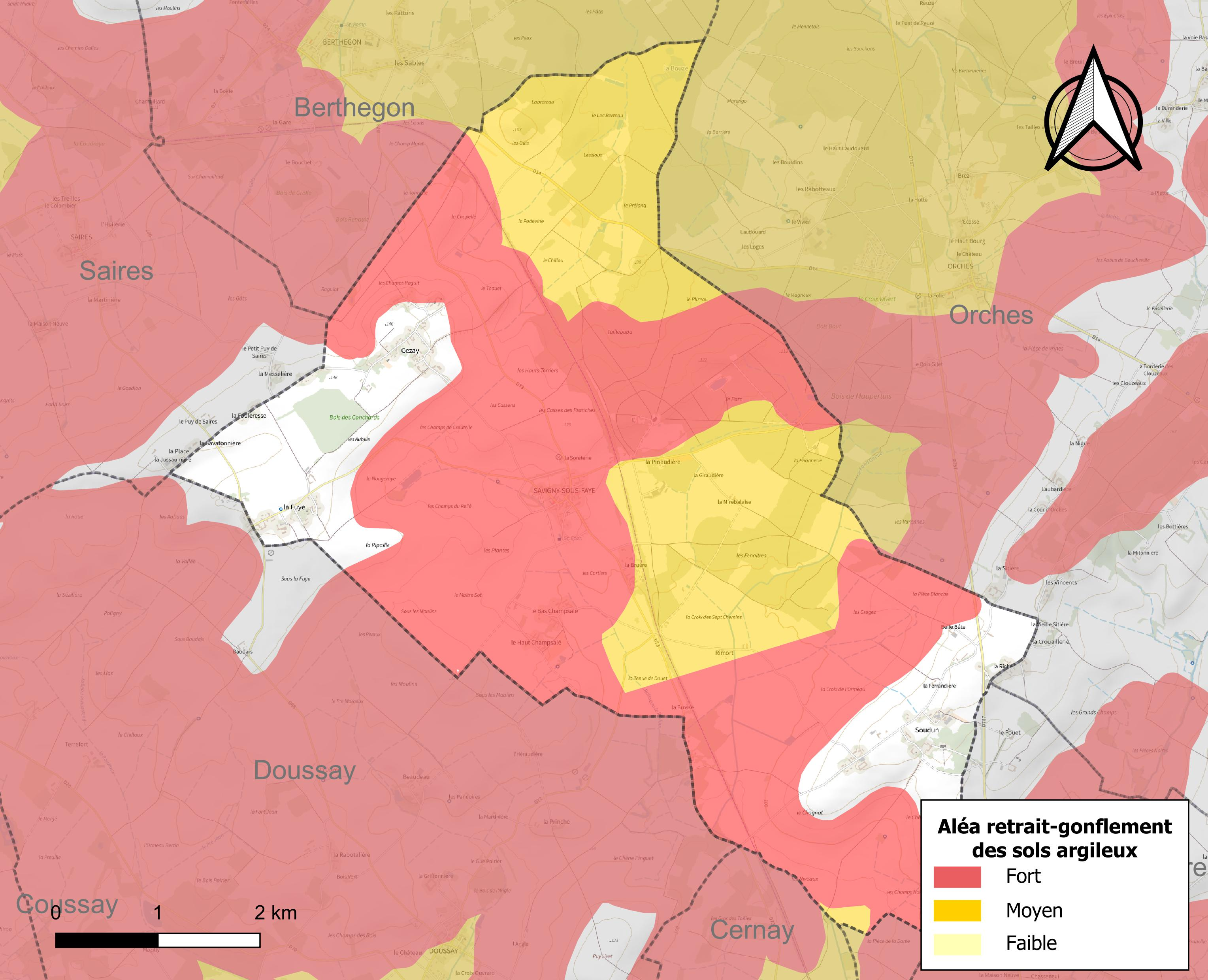
Carte des zones d'aléa retrait-gonflement des sols argileux de Savigny-sous-Faye.

Les mouvements de terrains susceptibles de se produire sur la commune sont des affaissements et effondrements liés aux cavités souterraines (hors mines) et des tassements différentiels. Afin de mieux appréhender le risque d’affaissement de terrain, un inventaire national permet de localiser les éventuelles cavités souterraines sur la commune. Le retrait-gonflement des sols argileux est susceptible d'engendrer des dommages importants aux bâtiments en cas d’alternance de périodes de sécheresse et de pluie. 82,5 % de la superficie communale est en aléa moyen ou fort (79,5 % au niveau départemental et 48,5 % au niveau national). Depuis le 1er octobre 2020, en application de la loi ÉLAN, différentes contraintes s'imposent aux vendeurs, maîtres d'ouvrages ou constructeurs de biens situés dans une zone classée en aléa moyen ou fort,.
La commune a été reconnue en état de catastrophe naturelle au titre des dommages causés par les inondations et coulées de boue survenues en 1982, 1999 et 2010 et par des mouvements de terrain en 1999 et 2010.

## Histoire
« Avant 1790, cette commune faisait partie de l’archiprêtré de Faye-la-Vineuse, du duché-pairie de Richelieu, duché de Châtellerault, et de l’élection de Richelieu, généralité de Tours. Le prieuré et la cure de Savigny dépendaient de l’abbaye Saint-Benoît de Quinçay. Le prieur était seigneur, haut justicier de la paroisse. Le fief du prieuré relevait du château de Saumur »

## Politique et administration

### Intercommunalité
Savigny-sous-Faye était rattachée à la communauté d'agglomération de Grand Châtellerault.

### Liste des maires
| Période    | Période  | Identité                | Étiquette | Qualité |
| ---------- | -------- | ----------------------- | --------- | ------- |
| avant 1808 | 1808     | Vincent Thibault        |           |         |
| 1808       | 1811     | Pierre Bourgine         |           |         |
| 1811       | 1815     | René Yvonnet            |           |         |
| 1815       | 1816     | François Richard        |           |         |
| 1816       | 1822     | Jean Chartien Descombes |           |         |
| 1822       | 1840     | Jacques Thibault        |           |         |
| 1840       | 1846     | Louis Charbonneau       |           |         |
| 1846       | 1848     | Joseph Maulay           |           |         |
| 1848       | 1852     | Jean Baptiste Mouillier |           |         |
| 1852       | 1853     | Joseph Maulay           |           |         |
| 1853       | 1867     | Emile De Cougny         |           |         |
| 1867       | 1876     | Augustin Guellerin      |           |         |
| 1876       | ?        | Adolphe Devergne        |           |         |
| avant 1988 | 2001     | Jackie Métais           |           |         |
| 2001       | En cours | Martine Godet           |           |         |

### Instances judiciaires et administratives
La commune relève du tribunal d'instance de Poitiers, du tribunal de grande instance de Poitiers, de la cour d'appel  de Poitiers, du tribunal pour enfants de Poitiers, du conseil de prud'hommes de Poitiers, du tribunal de commerce de Poitiers, du tribunal administratif de Poitiers et de la cour administrative d'appel  de  Bordeaux, du tribunal des pensions de Poitiers, du tribunal des affaires de la Sécurité sociale de la Vienne, de la cour d’assises de la Vienne.

### Services publics
Les réformes successives de La Poste ont conduit à la fermeture de nombreux bureaux de poste ou à leur transformation en simple relais. Toutefois, la commune a pu maintenir le sien.

### Politique environnementale
Dans son palmarès 2024, le Conseil national de villes et villages fleuris de France a attribué une fleur à la commune.

## Démographie
L'évolution du nombre d'habitants est connue à travers les recensements de la population effectués dans la commune depuis 1793. Pour les communes de moins de 10 000 habitants, une enquête de recensement portant sur toute la population est réalisée tous les cinq ans, les populations de référence des années intermédiaires étant quant à elles estimées par interpolation ou extrapolation. Pour la commune, le premier recensement exhaustif entrant dans le cadre du nouveau dispositif a été réalisé en 2007.

En 2022, la commune comptait 377 habitants, en évolution de −1,31 % par rapport à 2016 (Vienne : +0,6 %, France hors Mayotte : +2,11 %).
| 1793 | 1800 | 1806 | 1821 | 1831 | 1836 | 1841 | 1846 | 1851 |
| ---- | ---- | ---- | ---- | ---- | ---- | ---- | ---- | ---- |
| 592  | 646  | 670  | 556  | 665  | 725  | 707  | 750  | 744  |

| 1856 | 1861 | 1866 | 1872 | 1876 | 1881 | 1886 | 1891 | 1896 |
| ---- | ---- | ---- | ---- | ---- | ---- | ---- | ---- | ---- |
| 725  | 727  | 734  | 705  | 713  | 703  | 801  | 746  | 752  |

| 1901 | 1906 | 1911 | 1921 | 1926 | 1931 | 1936 | 1946 | 1954 |
| ---- | ---- | ---- | ---- | ---- | ---- | ---- | ---- | ---- |
| 704  | 713  | 693  | 616  | 642  | 607  | 587  | 596  | 525  |

| 1962 | 1968 | 1975 | 1982 | 1990 | 1999 | 2006 | 2007 | 2012 |
| ---- | ---- | ---- | ---- | ---- | ---- | ---- | ---- | ---- |
| 536  | 411  | 356  | 282  | 283  | 298  | 323  | 327  | 362  |

| 2017 | 2022 | - | - | - | - | - | - | - |
| ---- | ---- | - | - | - | - | - | - | - |
| 383  | 377  | - | - | - | - | - | - | - |

En 2008, selon l’INSEE, la densité de population de la commune était de 22 hab./km2, 61 hab./km2 pour le département, 68 hab./km2 pour la région Poitou-Charentes et 115 hab./km2 pour la France.

## Économie
Selon la direction régionale de l'Alimentation, de l'Agriculture et de la Forêt de Poitou-Charentes, il n'y a plus que 13 exploitations agricoles en 2010 contre 12 en 2000.
Les surfaces agricoles utilisées ont diminué et sont passées de 980 hectares en 2000 à 793 hectares en 2010. 57 % sont destinées à la culture des céréales (blé tendre essentiellement mais aussi orges et maïs) et 28 % pour les oléagineux (colza et tournesol).

## Culture locale et patrimoine

### Lieux et monuments

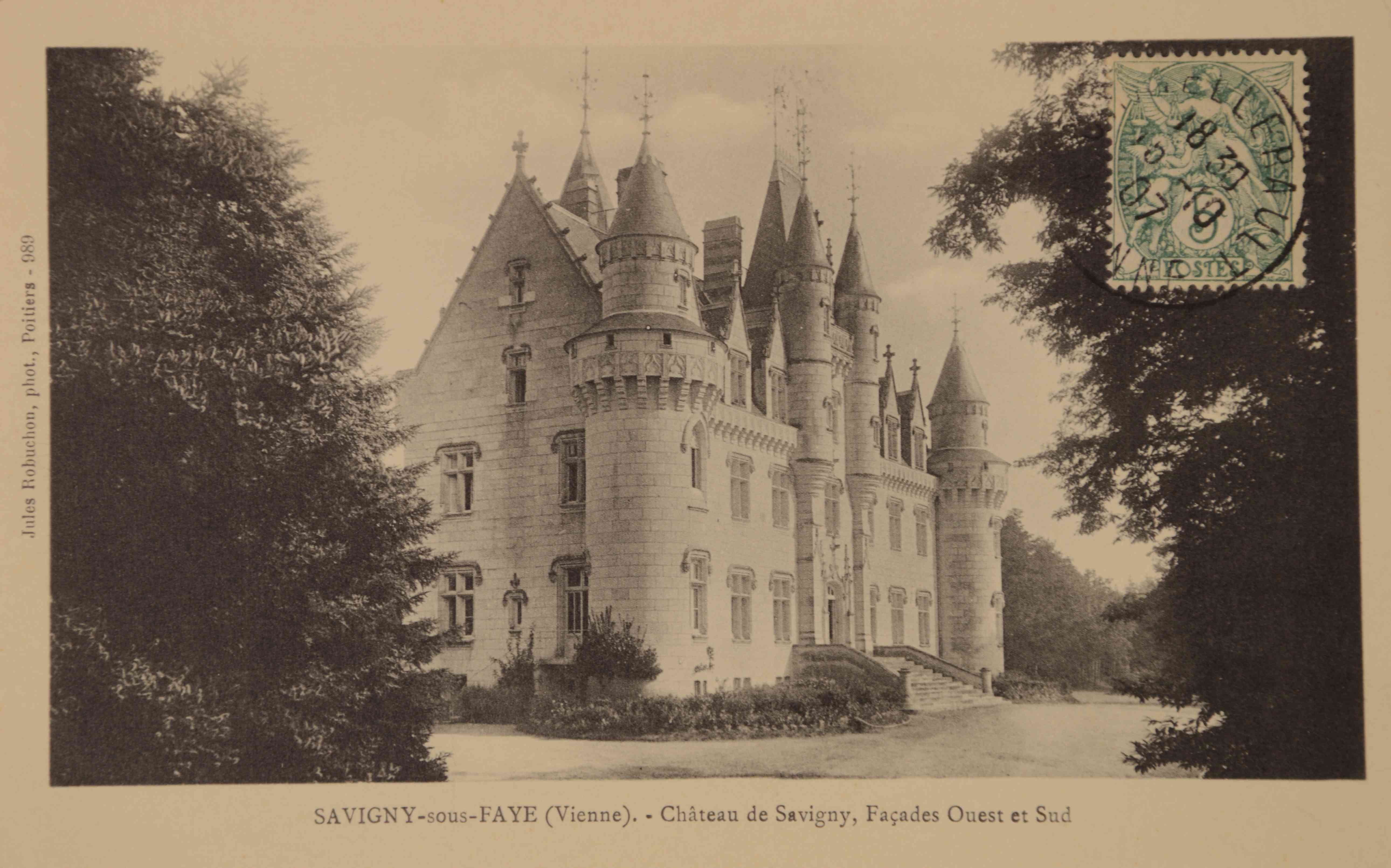
Carte postale ancienne de Jules Robuchon représentant le château de Savigny-sous-Faye.

- Le château de Savigny, construit en 1826 par les barons de Cougny-Préfeln dans un style Renaissance
- Le château de la Plaine, construit au XIXe siècle et de style Louis-Philippe
- L'Église Saint-Pierre, classée monuments historiques en 1994[28].
- La commune abrite une zone naturelle d'intérêt écologique, faunistique et floristique (ZNIEFF)[29] qui couvre 20 % de la surface communale : le massif de Serigny.
- Un étang d'environ un hectare a été creusé en 1982 au lieu-dit "La Fuye" et sert de lieu de loisir, de pêche et de pique-nique

### Personnalités liées à la commune
- Albert Fouet (1915-2017), homme politique français.

### Héraldique et logotype
| Blason de Savigny-sous-Faye | Blason  | Parti : au 1) de gueules à la tête de Saint Fort, évêque d’argent mitré et auréolé du même, au 2) d’or au château de gueules ouvert de sable, donjonné de trois tourelles aussi de gueules, celle du milieu plus haute ; à la fasce ondée abaissée d’argent brochant sur le tout. |
| Blason de Savigny-sous-Faye | Détails | Le statut officiel du blason reste à déterminer. |

### Articles de Wikipédia
- Liste des communes de la Vienne
- Anciennes communes de la Vienne

## Sources